# Javan Vidal
Javan Noel Vidal (Manchester, 10 de maig de 1989) és un futbolista anglès que actualment juga de defensa pel Guiseley.